# Lijst van voetbalinterlands Gibraltar - Malta
Deze lijst van voetbalinterlands is een overzicht van alle officiële voetbalwedstrijden tussen de nationale teams van Gibraltar en Malta. De landen speelden tot op heden drie keer tegen elkaar. De eerste ontmoeting, een vriendschappelijke wedstrijd, werd gespeeld in Faro (Portugal) op 4 juni 2014. Het laatste duel, eveneens een vriendschappelijke wedstrijd, vond plaats op 6 september 2023 in Ta' Qali.

## Wedstrijden
| № | Plaats   | Datum            | Competitie        | Wedstrijd         | Uitslag |
| - | -------- | ---------------- | ----------------- | ----------------- | ------- |
| 1 | Faro     | 4 juni 2014      | Vriendschappelijk | Gibraltar – Malta | 1 – 0   |
| 2 | Ta' Qali | 7 oktober 2020   | Vriendschappelijk | Malta − Gibraltar | 2 − 0   |
| 3 | Ta' Qali | 6 september 2023 | Vriendschappelijk | Malta − Gibraltar | 1 − 0   |

## Samenvatting
| Competitie        | Totaal gespeeld | Winst Gibraltar | Gelijk | Winst Malta | Doelsaldo Gibraltar – Malta |
| ----------------- | --------------- | --------------- | ------ | ----------- | --------------------------- |
| Vriendschappelijk | 3               | 1               | 0      | 2           | 1 − 3                       |
| Totaal            | 3               | 1               | 0      | 2           | 1 − 3                       |

## Details

### Eerste ontmoeting
| Vriendschappelijk (Faro, Portugal, 4 juni 2014): |       |       |
| Gibraltar | 1 – 0 | Malta |
| Kyle Casciaro 64' | goals |       |
| - Debuut van Jamie Robba (Lynx FC) voor Gibraltar. - Debuut van Jean Paul Farrugia (Hibernians FC) voor Malta. - Interlanddebuut voor scheidsrechter João Capela (Portugal). |       |       |

Malta Football Association · A-internationals · Bondscoaches · Statistieken · Maltees vrouwenelftal · Malta U21 · Malta U20 · Malta U19 · Malta U18 · Malta U17 · Malta U16
1957 – 1959 ·
1960 – 1969 ·
1970 – 1979 ·
1980 – 1989 ·
1990 – 1999 ·
2000 – 2009 ·
2010 – 2019 ·
2020 − 2029
1957 · 
1958 · 
1959 · 
1960 · 
1961 · 
1962 · 
1963 · 
1964 · 
1965 · 
1966 · 
1967 · 1968 · 
1969 · 
1970 · 
1971 · 
1972 · 
1973 · 
1974 · 
1975 · 
1976 · 
1977 · 
1978 · 
1979 · 
1980 · 
1981 · 
1982 · 
1983 · 
1984 · 
1985 · 
1986 · 
1987 · 
1988 · 
1989 · 
1990 ·
1991 · 
1992 · 
1993 · 
1994 · 
1995 · 
1996 · 
1997 · 
1998 · 
1999 · 
2000 · 
2001 · 
2002 · 
2003 · 
2004 · 
2005 · 
2006 · 
2007 · 
2008 · 
2009 · 
2010 · 
2011 · 
2012 · 
2013 · 
2014 · 
2015 · 
2016 ·
2017 ·
2018 ·
2019 ·
2020 ·
2021 ·
2022
Albanië ·
Algerije ·
Andorra ·
Angola ·
Armenië ·
Azerbeidzjan ·
België ·
Bosnië en Herzegovina · 
Bulgarije ·
Canada ·
Centraal-Afrikaanse Republiek ·
Cyprus ·
DDR ·
Denemarken ·
Duitsland ·
Egypte ·
Engeland ·
Estland ·
Faeröer ·
Finland ·
Frankrijk ·
Gabon ·
Georgië ·
Gibraltar · 
Griekenland ·
Hongarije ·
Ierland ·
IJsland ·
Indonesië ·
Israël ·
Italië ·
Japan ·
Joegoslavië ·
Jordanië ·
Kaapverdië ·
Kazachstan ·
Koeweit ·
Kosovo ·
Kroatië ·
Letland ·
Libanon ·
Libië ·
Liechtenstein ·
Litouwen ·
Luxemburg ·
Moldavië ·
Nederland ·
Noord-Ierland ·
Noord-Macedonië ·
Noorwegen ·
Oekraïne ·
Oostenrijk ·
Polen ·
Portugal ·
Qatar ·
Roemenië ·
Rusland ·
San Marino ·
Schotland ·
Slovenië ·
Slowakije ·
Spanje ·
Thailand ·
Tsjechië ·
Tsjecho-Slowakije ·
Tunesië · 
Turkije · 
Venezuela · 
Verenigde Arabische Emiraten ·
Verenigde Staten ·
Wales ·
Wit-Rusland ·
Zuid-Afrika ·
Zuid-Korea ·
Zweden ·
Zwitserland
GFA · A-internationals · Bondscoaches · Statistieken · Vrouwenelftal · Olympisch elftal · Gibraltar U19 · Gibraltar U17
2010 – 2019 ·
2020 − 2029
2013 ·
2014 ·
2015 ·
2016 ·
2017 ·
2018 ·
2019 ·
2020 ·
2021 ·
2022 ·
2023 ·
2024
Andorra ·
Armenië ·
België ·
Bosnië en Herzegovina ·
Bulgarije ·
Cyprus ·
Denemarken ·
Duitsland ·
Estland ·
Faeröer ·
Frankrijk ·
Georgië ·
Grenada ·
Griekenland ·
Ierland ·
Kosovo ·
Kroatië ·
Letland ·
Liechtenstein ·
Litouwen ·
Malta ·
Moldavië ·
Montenegro ·
Nederland ·
Noord-Macedonië ·
Noorwegen ·
Polen ·
Portugal ·
San Marino ·
Schotland ·
Slovenië ·
Slowakije ·
Turkije ·
Wales ·
Zwitserland
s